# Diocèse de Toledo (États-Unis)
Ne doit pas être confondu avec Diocèse de Toledo.
Le diocèse de Toledo (en latin : dioecesis Toletana in America ; en anglais : diocese of Toledo) est une Église particulière de l’Église catholique aux États-Unis. Son siège est à Toledo dans l’Ohio à la cathédrale du Rosaire (en). Il est suffragant de l’archidiocèse de Cincinnati.

## Histoire
Le diocèse de Toledo est érigé le 15 avril 1910, par détachement de celui de Cleveland.

## Évêques
- 11 août 1911 - 16 juin 1921 : Joseph Schrembs
- 10 août 1921 - 26 août 1930 : Samual Stritch (Samual Alphonsius Stritch)
- 17 avril 1931 - 14 juin 1950 : Karl Alter (Karl Joseph Alter)
- 16 juillet 1950 - 25 février 1967 : George Rehring (George John Rehring)
- 25 février 1967 - 29 juillet 1980 : John Donovan (John Anthony Donovan)
- 16 décembre 1980 - † 8 février 2003 : James Hoffman (James Robert Hoffman)
- 7 octobre 2003 - 29 octobre 2013 : Leonard Blair (Leonard Paul Blair)
- depuis le 26 août 2014[1] : Daniel Thomas (Daniel Edward Thomas)

## Églises importantes
L’église principale du diocèse est la cathédrale Notre-Dame-Reine-du-Très-Saint-Rosaire (en) de Toledo.
On trouve aussi à Carey la basilique Notre-Dame-de-la-Consolation, désignée sanctuaire national par la Conférence des évêques catholiques des États-Unis.